# Cosmas Banda
Cosmas Banda (29 dicembre 1975) è un ex calciatore zambiano, di ruolo attaccante.

## Carriera

### Nazionale
Ha debuttato in Nazionale il 5 giugno 1999, in Zambia-Madagascar (3-0), gara in cui ha siglato due reti: la rete del momentaneo 1-0 al 2º minuto di gioco e la rete del momentaneo 2-0 al minuto 23. Ha partecipato, con la Nazionale, alla Coppa d'Africa 2002. Ha collezionato in totale, con la maglia della Nazionale, 10 presenze e due reti.

## Palmarès

### Club

#### Competizioni nazionali
- Campionato zambiano di calcio: 2

Zanaco: 2002, 2003
- Coppa dello Zambia: 1

Zanaco: 2002